# Miguel Ángel Ondetti
Miguel Ángel Ondetti (Buenos Aires, 14 de mayo de 1930- Princeton, 23 de agosto de 2004) fue un químico nacido en Argentina que sintetizó captopril, el primer inhibidor de la ECA que se utilizó para tratar enfermedades del corazón. Con su compañero de trabajo, David Cushman, ganó el Premio Lasker de 1999 por: «desarrollar un enfoque innovador para el diseño de medicamentos basado en la estructura de la proteína y usarlo para crear los inhibidores de la ECA, potentes agentes orales para el tratamiento de la hipertensión, el corazón insuficiencia y enfermedad renal diabética».

## Biografía
Miguel Ángel Ondetti nació en Buenos Aires, Argentina, el 23 de mayo de 1930. Los antecedentes de Ondetti eran italianos. Su madre era una italiana nacida en Argentina, mientras que la familia de su padre había emigrado primero de Italia a París, luego a Argentina. A pesar de esto, Ondetti se consideraba un «argentino de primera generación». El padre de Ondetti practicó un oficio familiar de hacer muebles de jardín de cemento que imitaban los troncos de los árboles. A mediados de la década de 1930 se convirtió en vigilante nocturno. Su madre era una ama de casa que cuidaba a Miguel y a su único hermano Juan Luis, que es dos años mayor. La primera experiencia de Ondetti con la química fue experimentar con su hermano mayor. Miguel trató de electrochapar un cuchillo con una solución de sulfato de cobre, solo para electrocutarse.
Ondetti nació y creció en Buenos Aires y recibió un doctorado en química de la Universidad de Buenos Aires, en su ciudad natal, en 1957. En 1960 se mudó al Instituto Squibb de Investigación Médica en Nueva Jersey, donde investigó y desarrolló Captopril en 1975.
Ambos hermanos Ondetti fueron a una escuela secundaria vocacional para estudiar contabilidad. A los 16 años, Miguel Ondetti trabajaba de día mientras realizaba sus estudios por la noche. Ondetti declaró: «Pero entonces, ya estaba interesado en ser científico, creo que probablemente desde el año en que comencé la escuela secundaria» en su entrevista de 1995. Su interés en la química proviene del préstamo de libros de la biblioteca pública.
Después de graduarse de la escuela secundaria comercial, Ondetti experimentó un gran revés. La Universidad de Buenos Aires negó la admisión porque no recibió un bachillerato de una escuela secundaria académica. No desanimado, Ondetti auditó sus clases y recibió su bachillerato en solo dos años. Posteriormente, la Universidad de Buenos Aires lo aceptó en su programa de química.
Ondetti se mantuvo durante sus años universitarios trabajando como contable, usando su primer título de secundaria. Se las arregló para conseguir un turno temprano en el Departamento de Energía. Esto le permitió asistir a las clases de laboratorio requeridas por la tarde. La experiencia de Ondetti con el laboratorio de química no era familiar para su conocimiento previo en contabilidad, pero no era desagradable.